# 1466 Mündleria
1466 Mündleria eller 1938 KA är en asteroid i huvudbältet, som upptäcktes 31 maj 1938 av den tyske astronomen Karl Wilhelm Reinmuth i Heidelberg. Den har fått sitt namn efter den tyske astronomen Max Mündler.
Asteroiden har en diameter på ungefär 22 kilometer.